# NGC 1000
NGC 1000 es una galaxia elíptica ubicada en la constelación de Andrómeda. Fue descubierta el 9 de diciembre de 1871 por Édouard Jean-Marie Stephan. Es el objeto número 1000 clasificado por el Nuevo Catálogo General.